# When the End Began
When the End Began es el tercer álbum de estudio de la banda estadounidense de metalcore Silent Planet. Fue lanzado el 2 de noviembre de 2018 a través de UNFD y Solid State Records. Fue coproducida por Will Putney y Spencer Keene. Este es el primer álbum que presenta a Mitchell Stark como único guitarrista.

## Antecedentes y promoción
El 15 de junio de 2018, la banda lanzó "Northern Fires (Guernica)", que gira en torno a la Guerra civil española. El 17 de julio, dieron a conocer otro sencillo titulado "Vanity of Sleep", que gira en torno a la desesperación del consumidor moderno. El 7 de agosto, la banda anunció el álbum y la fecha de lanzamiento.
El 17 de agosto, el tercer sencillo, "Share the Body", estuvo disponible con su correspondiente vídeo musical. El 14 de septiembre, el grupo transmitió el cuarto sencillo "In Absence". El 19 de octubre, un mes antes del lanzamiento del álbum, salió el quinto y último sencillo del álbum, "The New Eternity". El 18 de agosto de 2019, la banda lanzó una canción adicional, "Shark Week", una cara B de las sesiones de este álbum.

## Lista de canciones
Todas las canciones escritas y compuestas por Silent Planet. 
| N.º | Título                        | Duración |  |
| 1.  | «Thus Spoke»                  | 2:14     |  |
| 2.  | «The New Eternity»            | 3:25     |  |
| 3.  | «Northern Fires (Guernica)»   | 3:54     |  |
| 4.  | «Afterdusk»                   | 3:55     |  |
| 5.  | «Visible Unseen»              | 3:51     |  |
| 6.  | «Look Outside: Dream»         | 1:30     |  |
| 7.  | «Vanity of Sleep»             | 4:09     |  |
| 8.  | «In Absence»                  | 3:30     |  |
| 9.  | «Share the Body»              | 3:33     |  |
| 10. | «Firstborn (Ya'aburnee)»      | 5:07     |  |
| 11. | «Lower Empire»                | 3:50     |  |
| 12. | «Look Inside: Awake»          | 1:36     |  |
| 13. | «The Anatomy of Time (Babel)» | 3:43     |  |
| 14. | «Depths III»                  | 3:46     |  |

## Posicionamiento en lista
| Lista (2018)                          | Posición |
| ------------------------------------- | -------- |
| Estados Unidos (Billboard 200)        | 97       |
| Estados Unidos (Christian Albums)     | 3        |
| Estados Unidos (Top Hard Rock Albums) | 8        |
| Estados Unidos (Independent Albums)   | 2        |
| Estados Unidos (Top Rock Albums)      | 13       |

## Personal
Silent Planet
- Garrett Russell - voz principal
- Mitchell Stark - guitarra
- Thomas Freckleton – bajo, teclados, voz gutural
- Alex Camarena – batería